# Medmassa laurenti
Medmassa laurenti är en spindelart som beskrevs av Roger de Lessert 1946. Medmassa laurenti ingår i släktet Medmassa och familjen flinkspindlar.
Artens utbredningsområde är Kongo. Inga underarter finns listade i Catalogue of Life.